# Доривал Жуниор
Дорива́л Силве́стри Жу́ниор (порт.-браз. Dorival Silvestre Júnior; род. 25 апреля 1962, Араракуара, Сан-Паулу) — бразильский футболист и тренер.

## Биография
Доривал Жуниор начал карьеру футболиста в команде родного города «Ферровиариа» в 1982 году. За следующие 6 лет он довольно часто менял команды, нигде не задерживаясь более двух лет. В 1988 году Доривал Жуниор стал выступать за первую в своей карьере «большую команду», «Коритибу», которая за три года до того выигрывала чемпионат Бразилии. Игра за этот клуб привлекла внимание одного из грандов бразильского футбола, «Палмейраса», и с 1989 по 1992 год Доривал Жуниор выступал за бело-зелёный клуб из Сан-Паулу, в составе которого провёл свыше полутора сотен матчей. Однако он так и не сумел выиграть за это время ни одного трофея.
Уже после ухода из этой команды «Палмейрас» впервые за 20 лет сумел стать в 1993 году чемпионом Бразилии. Зато сам Доривал Жуниор в составе другого бразильского гранда, «Гремио», в 1993 году выиграл чемпионат штата Риу-Гранди-ду-Сул. Завершил карьеру футболиста в 1995 году в «Жувентуде».

### Тренерская карьера
В 2003 году началась самостоятельная тренерская карьера Доривала Жуниора. До 2007 года это были известные крепкие, не относящиеся к числу лидеров бразильского футбола, но выступавшие на довольно высоком уровне (например, в Серии B). В их числе были «Жувентуде» и «Аваи», за которые Доривал выступал ещё в качестве футболиста.
С 2007 года Доривал Жуниор тренировал более статусные клубы — «Крузейро», амбициозную «Коритибу» (ещё один бывший клуб Доривала в бытность игроком), «Васко да Гама», «Сантос», «Атлетико Минейро». «Васко да Гама» в 2009 году Доривал Жуниор уверенно вывел из Серии B, куда клуб сенсационно вылетел в 2008 году.
В 2010 году Доривал Жуниор выиграл с «Сантосом» Кубок Бразилии и чемпионат штата Сан-Паулу. При нём раскрылись такие звёзды, как Неймар, Гансо, Алан Патрик. Во многом выстроенная Доривалом Жуниором команда уже под руководством Муриси Рамальо в 2011 году выиграла Кубок Либертадорес.

### Конфликт с Неймаром
В 2010 году в матче против «Атлетико Гоияниенсе» Неймар заработал пенальти и хотел сам пробить его, тем самым нарушив установку тренера, который хотел, чтобы пенальти бил другой игрок. В итоге Неймар отдал мяч партнёру, но перед этим накричал на тренера. Доривал решил оштрафовать Неймара на 20 000 евро, плюс отстранить его на несколько матчей. В итоге из-за конфликта тренера с Неймаром руководство «Сантоса» приняло решение уволить Доривала Жуниора. После этого Доривал возглавил «Атлетико Минейро».

### Дальнейшая карьера
В 2011 году был назначен на пост главного тренера «Интернасьонала». Вскоре завоевал с Интером свой первый международный трофей — Рекопу Южной Америки (континентальный Суперкубок), обыграв по сумме двух матчей аргентинский «Индепендьенте».
3 сентября 2014 года назначен главным тренером «Палмейраса». Контракт подписан до июня 2015 года. 8 декабря 2014 года руководство «Палмейраса» объявило, что не будет продлевать контракт с тренером.
9 июля 2015 года назначен главным тренером «Сантоса». Контракт подписан до декабря 2017 года. 4 июня 2017 года, через день после гостевого матча 4-го тура чемпионата Бразилии 2017 против «Коринтианса» (0:2), расторг контракт по обоюдному согласию.
5 июля 2017 года назначен главным тренером «Сан-Паулу». Контракт подписан до декабря 2018 года. 9 марта 2018 года, через день после поражения «Сан-Паулу» в гостевом матче 11-го тура чемпионата штата Сан-Паулу 2018 от «Палмейраса» (0:2), Доривал был уволен.
28 сентября 2018 года назначен главным тренером «Фламенго». Контракт подписан до конца сезона 2018.
27 декабря 2019 года назначен главным тренером «Атлетико Паранаэнсе». Контракт подписан на сезон 2020.
28 марта 2022 года назначен главным тренером «Сеары». Контракт подписан до конца сезона 2022.
10 июня 2022 года в 3-й раз в тренерской карьере возглавил «Фламенго». Контракт подписан до декабря 2022 года.
В апреле 2023 года снова возглавил бразильский «Сан-Паулу». В сентябре выиграл с клубом Кубок Бразилии, обыграв по сумме двух матчей «Фламенго».
28 апреля 2025 года назначен главным тренером «Коринтианса». Контракт подписан до 31 декабря 2026 года.

### Сборная Бразилии
В январе 2024 года возглавил сборную Бразилии, до этого никогда не работал со сборными.
Доривал вывел свою команду на Кубок Америки 2024, где его подопечные проиграли в четвертьфинале сборной Уругвая (0:0, 2:4 по пенальти).
28 марта 2025 года Доривал Жуниор был уволен после матча отборочного турнира чемпионата мира 2026 со сборной Аргентины, в котором его команда проиграла со счётом 1:4.
Всего под его руководством сборная провела 16 матчей: одержав 7 побед, 7 раз сыграв вничью и дважды уступив.

## Достижения

### Как игрок
- Чемпион штата Санта-Катарина (1): 1987
- Чемпион штата Риу-Гранди-ду-Сул (1): 1993

### Как тренер
- Чемпион штата Санта-Катарина (1): 2004
- Чемпион штата Сеара (1): 2005
- Чемпион штата Пернамбуку (1): 2006
- Чемпион штата Парана (2): 2008, 2020
- Чемпион штата Сан-Паулу (2): 2010, 2016
- Чемпион штата Риу-Гранди-ду-Сул (1): 2012
- Чемпион Бразилии в Серии B (1): 2009
- Обладатель Кубка Бразилии (3): 2010, 2022, 2023
- Обладатель Рекопы Южной Америки (1): 2011
- Обладатель Кубка Либертадорес (1): 2022